# NGC 2100
NGC 2100 (другое обозначение — ESO 57-SC25) — рассеянное скопление в созвездии Золотая Рыба.
Этот объект входит в число перечисленных в оригинальной редакции «Нового общего каталога».
Средняя металличность скопления равна -0,43±0,1. У 14 красных сверхгигантов NGC 2100 расположение на диаграмме Герцшпрунга-Рассела не имеет существенных различий от того, которое было бы, если они располагались в рассеянном скоплении с аналогичными массой и возрастом, но с металличностью, равной солнечной.